# Sant Quirze de Pedret

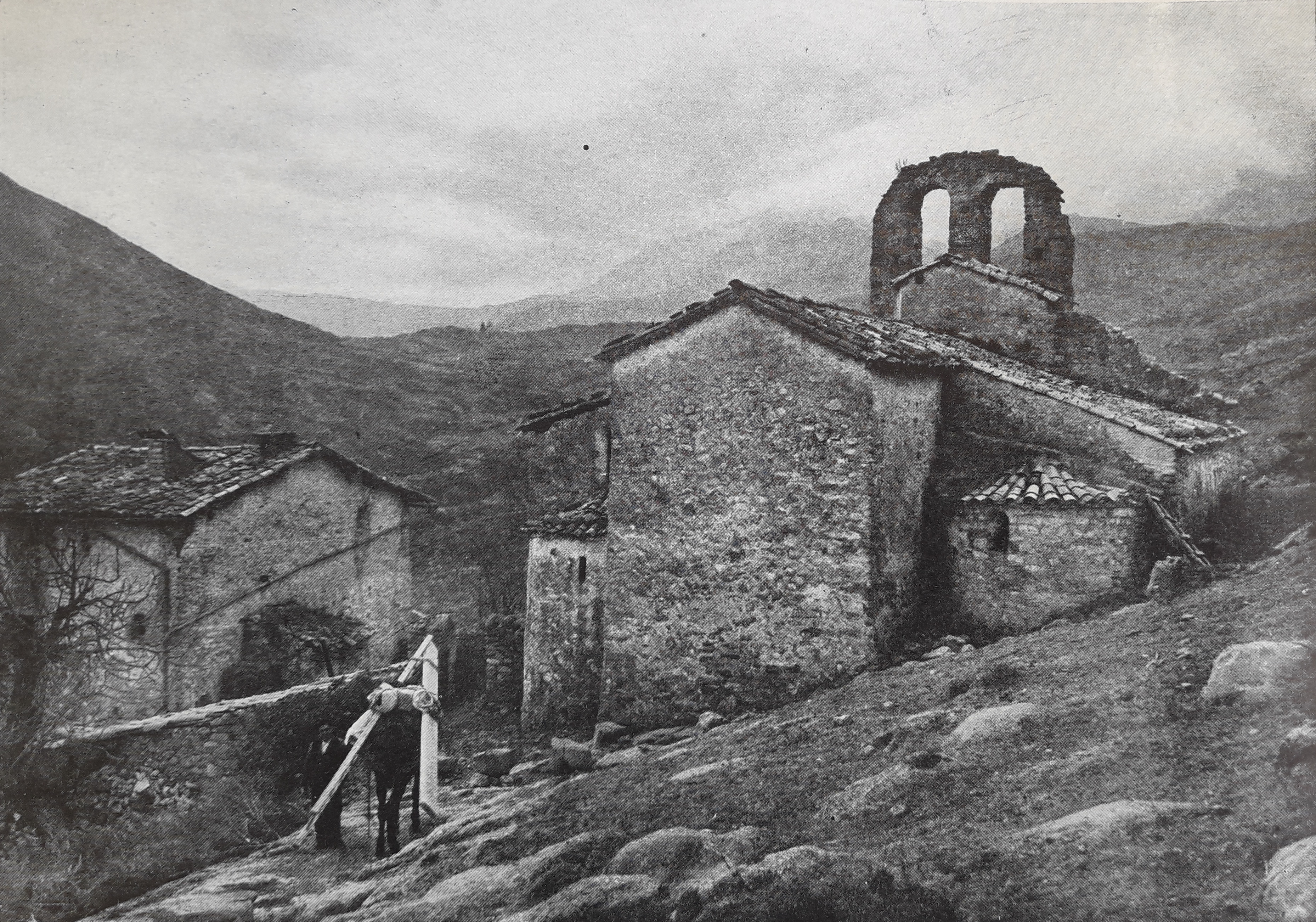
Església de Sant Quirze de Pedret a finals dels anys 1930s, amb l'espadanya del segle XVIII

Sant Quirze de Pedret és una església del municipi de Cercs (Berguedà) declarada bé cultural d'interès nacional. El seu accés es fa des de Berga travessant el riu Llobregat mitjançant un pont medieval molt ben conservat. Destaquen les seves pintures al fresc que es conserven entre el Museu Diocesà de Solsona i el MNAC.

## Descripció
L'església de Sant Quirze de Pedret es troba aïllada i acompanyada d'una altra edificació, prop del riu Llobregat, que cal travessar pel pont gòtic de Pedret.
És una església de tres naus (bé que la de migdia fou parcialment suprimida el segle xii), capçades a llevant per tres absis, el central de planta trapezoidal i els laterals de planta de ferradura. La nau central era coberta originàriament amb una encavallada de fusta, que fou substituïda a finals del segle xii o principis del XIII per una volta apuntada sobre arcs formers. La restauració dels anys 1960 restituí amb ciment armat la primitiva coberta d'encavallades. La nau de tramuntana, a la qual s'accedeix per uns graons per tal de salvar el desnivell, era coberta amb volta de quart de cercle com la de migdia i actualment té coberta a un vessant. Els tres absis es comuniquen amb les seves naus respectives mitjançant arcs de ferradura. Tanmateix, l'arc triomfal que comunica l'absis major amb la nau central no és original, sinó que fou fet en la restauració a imitació dels arcs que comuniquen la nau central amb les laterals (l'arc originari, que havia estat substituït en època romànica per un arc de mig punt, era també de ferradura, però amb una llum molt més estreta). Els arcs de les absidioles descansen sobre unes columnes de fust monolític i capitells sense decorar. Les naus laterals es comuniquen mitjançant dues obertures d'arc de ferradura a cada un dels murs de la nau central. Però només les del mur de tramuntana són originals. De les de migdia, una fou convertida en portal d'accés al segle XII-XIII, i l'altra és una còpia feta en la darrera restauració. La porta és doncs al mur de migdia de la nau central. És formada per dos arcs de mig punt en degradació, amb una arquivolta exterior, i una columna amb el capitell molt malmès a cada banda. La construcció de la porta en època romànica comportà l'enderroc d'una part de la nau de migdia. El campanar d'espadanya del segle xviii que s'alçava al mur de ponent va ser eliminat en la intervenció de l'any 1995.
A l'interior s'han reproduït les pintures murals els originals de les quals es conserven a diferents museus.
Al Museu Diocesà i Comarcal de Solsona es conserven els dos fragments de les pintures murals preromàniques més importants de Catalunya i les pintures del segle xi que s'hi van sobreposar.
Al Museu Nacional d'Art de Catalunya es poden contemplar els originals de les pintures romàniques de les dues absidioles.

## Història
Els orígens de Sant Quirze de Pedret són molt poc documentats. El lloc de Pedret és esmentat l'any 983 entre les possessions del monestir de Sant Llorenç prop Bagà, però de l'església, no se'n té referència fins al 1167, tot i que és evidentment anterior.
Sant Quirze de Pedret presenta autèntics problemes pel que fa a la seva datació. Actualment hom s'inclina a pensar que l'església correspon únicament a dues etapes constructives: l'obra preromànica del segle x (fruit d'una sola campanya i d'un únic projecte, contra allò que s'ha dit a vegades), i les modificacions romàniques de finals de segle xii. En els anys 1960-62 l'església fou restaurada per la Diputació de Barcelona, sota la direcció de l'arquitecte Camil Pallàs. Aquesta restauració introduí alguns elements de confusió en la lectura arquitectònica de l'edifici que dificulten encara més la comprensió de la seva complexa cronologia.
La pica beneitera, malgrat que la datació de la peça no és segura, possiblement pot catalogar-se com un exemplar dels SXIV-XV, en una època de plena decadència de l'art de treballar la pedra a la comarca del Berguedà.

## Arquitectura
L'església original és preromànica d'una sola nau (l'actual central) amb absis trapezoidal, del segle ix, amb una porta d'accés per ponent (avui desapareguda). Ampliada a tres naus a mitjan segle x, les dues naus laterals estan acabades amb absidioles amb planta en arc de ferradura. Les embocadures dels tres absis tenen arcs ultrapassats que, en el cas de les laterals, es recolzen sobre capitells i columnes. La nau nord està a un nivell superior i la comunicació entre aquesta nau i la central és a través de dues obertures també amb arcs ultrapassats.
De la nau sud només en resta un petit tram contigu a l'absidiola. La resta va ser substituït al segle xiii per un campanar de torre que va caure (probablement amb els terratrèmols del segle xv) i per un porxo que dona cobertura a la portada romànica original del segle xiii, formada per arquivoltes llises recolzades en línies d'imposta, flanquejades per capitells decorats i sostinguts per un fust estrigilat a l'oest i un altre de salomònic a l'est, tots dos assentats en bases.
Al segle xviii s'hi afegeix una espadanya en la cara de ponent, si bé es va haver d'enderrocar a la restauració de 1995 a causa del seu mal estat.
Finalment, cal destacar que els murs interiors de la nau central es varen haver de reforçar al segle xi, ja que en el canvi de "pre" a romànica, es va substituir la teulada de fusta a dues aigües per la tradicional volta de canó de pedra, molt més pesada.

## Interior
Cal destacar les pintures de l'interior, especialment als absis.
A l'absis de la nau central es conserven part de la pintura preromànica amb dos fragments: 
- A l'esquerra, una creu de braços radials amb un cercle al mig. Dins del cercle hi ha un cavaller amb una llança guarnida amb un estendard. Al cap porta un elm cònic amb nasal. Al seu costat hi ha una figura i un gos. També porta una creu sobre el cap.

Damunt el cavall hi ha un ocell que picoteja un raïm i que en porta un altre a l'esquena. El cercle i els braços de la creu tenen com a decoració motius vegetals i geomètrics. Fora del cercle, al costat esquerre, hi ha un home amb una barba en posició de sostenir sobre el pit un llibre. A l'altre costat hi ha la figura d'un home nu amb un genoll a terra sostenint un bastó i amb una foguera al davant, que podria ser el dimoni.
- A la dreta de la finestra de l'absis, hi ha una figura que representa l'orant, personatge masculí amb barba, túnica i braços estesos, dins d'un cercle decorat amb motius de zigzaguejants. Sobre el cercle hi ha un paó.

Sobre d'aquestes hi havia pintures romàniques del segle xi que varen ser traslladades al Museu Diocesà i Comarcal de Solsona el 1937.
A la nau central hi havia unes pintures amb fragments del que devia ser el martiri de sant Quirze i santa Julita, sants titulars de l'església.
A l'absidiola del sud, trobem una reproducció de les pintures romàniques que varen ser traslladades al MNAC el 1922. S'ha fet una simulació del seu estat original amb els vius colors que devien tenir fa 1000 anys. Representen una màndorla que envolta una imatge entronitzada de la Mare de Déu del Nen, a l'esquerra de la finestra hi ha la paràbola de les verges prudents i a la dreta, les verges nècies i l'Església personificada. La part inferior està decorada amb greca i cortinatges.
A l'absidiola nord hi ha una reproducció de les pintures romàniques de finals del segle xi que varen ser arrencades el 1922 i que es conserven al MNAC a Barcelona.

## Restauracions
El 1959, Sant Quirze de Pedret presentava un estat ruïnós. El 10 de maig del mateix any, el bisbat de Solsona va cedir l'església a l'Ajuntament de Berga, a petició del seu alcalde i president de la Junta del Museu de la Ciutat i Comarca de Berga, Joan Noguera, per tal que esdevingués un annex del museu. La Diputació de Barcelona es va fer càrrec de la restauració, dirigida per Camil Pallàs, arquitecte en cap del Servei de Conservació i Catalogació de Monuments. La intervenció començà el 28 de desembre d'aquell mateix any, amb l'equip dirigit pel mestre d'obra Modest Buchaca. La restauració va anar acompanyada de l'excavació de l'interior de l'església, sota la direcció de l'arqueòleg Ricardo Batista, del Servei d'Excavacions de la Diputació. Destaquen les troballes d'una moneda de Jaume I i un vas ceràmic decorat de finals del segle xiii o inicis del XIV, a més de nombroses monedes dels segles xvii i XVIII.
El 1989 es van fer noves intervencions emfatitzant també aspectes d'interpretació, protecció i difusió. Així una part dels treballs són d'investigació arqueològica per millorar el coneixement de la seva història i ajudar a fixar criteris sobre la seva restauració.
El criteri seguit sobre la conservació d'elements posteriors ha estat respectar al màxim l'estructura de finals del segle xi.

## Galeria d'imatges

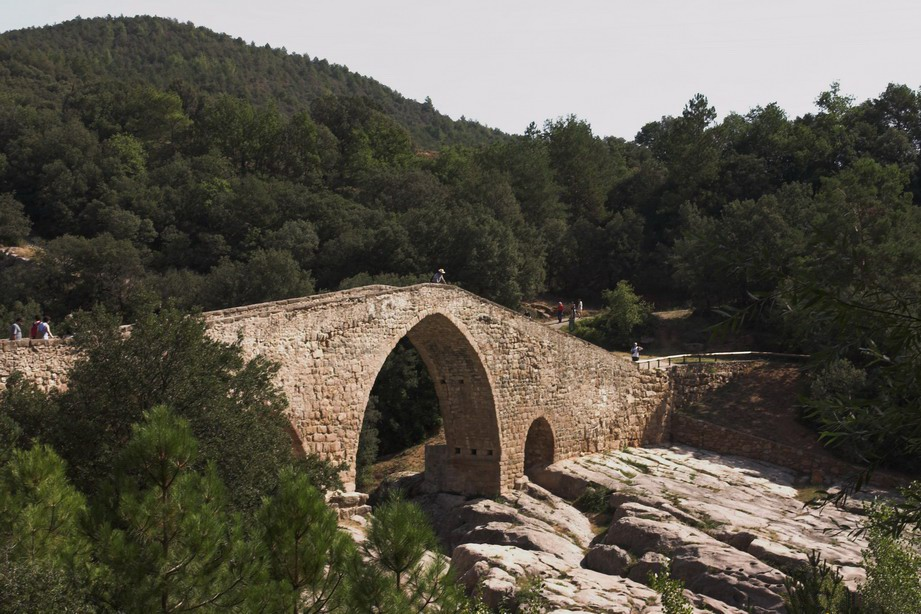
Pont medieval d'accés
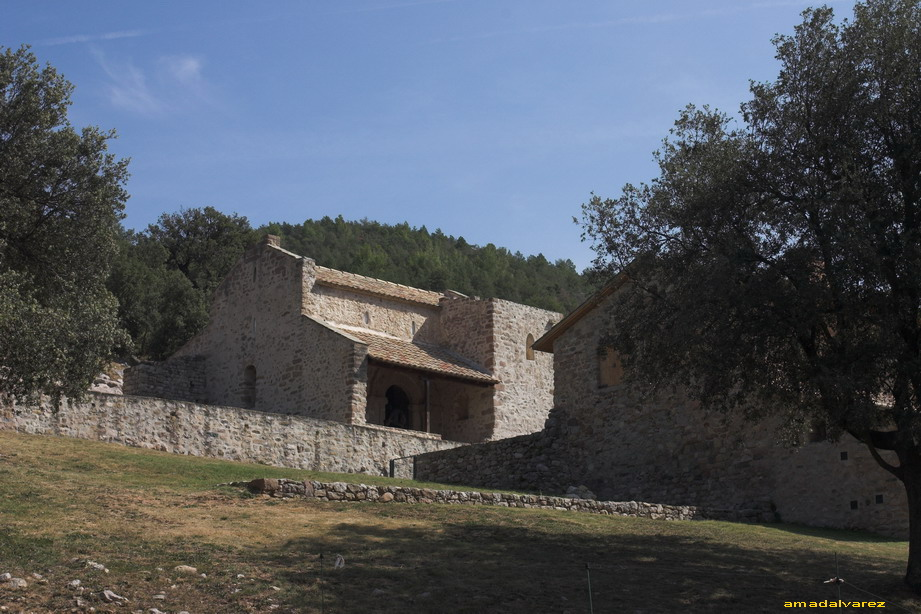
Vista sud amb atri
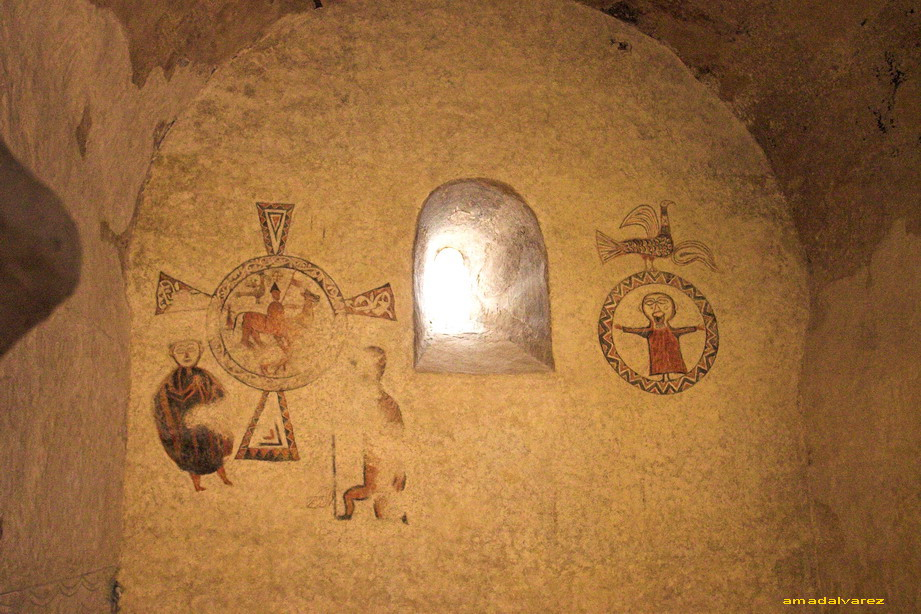
Pintures preromàniques